# فلويد ريتر
فلويد ريتر (بالإنجليزية: Floyd Ritter)‏ هو لاعب كرة قاعدة أمريكي، ولد في 1 يونيو 1870 في Dorset, Ohio ‏ في الولايات المتحدة، وتوفي في 7 فبراير 1943 في ستيفنسون في الولايات المتحدة.

## وصلات خارجية
- فلويد ريتر على موقعبيزبول رفرنس.كوم (الدوري الرئيسي) (الإنجليزية)